# فی ریگان
فی ریگان (انگلیسی: Faye Reagan؛ زاده ۱۹ سپتامبر ۱۹۸۸) سابقاً فی ولنتاین (به انگلیسی: Faye Valentine) بازیگر پورنوگرافی اهل ایالات متحده آمریکا است.